# Andrezé
Andrezé is een plaats en voormalige gemeente in Frankrijk in het departement Maine-et-Loire in de regio Pays de la Loire.
De plaats is gelegen naast het grotere dorp Beaupréau en de stad Cholet ligt maar 15km van Andrezé. Het dorp heeft een mooi kasteel en een abdij op wandelafstand. Ook is er een manege aan het kasteel.

## Geschiedenis
Op 15 december 2015 zijn de gemeenten van de communauté de communes du Centre-Mauges, met uitzondering van Bégrolles-en-Mauges, gefuseerd tot de huidige gemeente Beaupréau-en-Mauges. Deze gemeente maakt deel uit van het arrondissement Cholet.

## Demografie
Onderstaande figuur toont het verloop van het inwonertal.